# Isny im Allgäu
Isny im Allgäu este un oraș din landul Baden-Württemberg, Germania.